# El pozo de Wallace

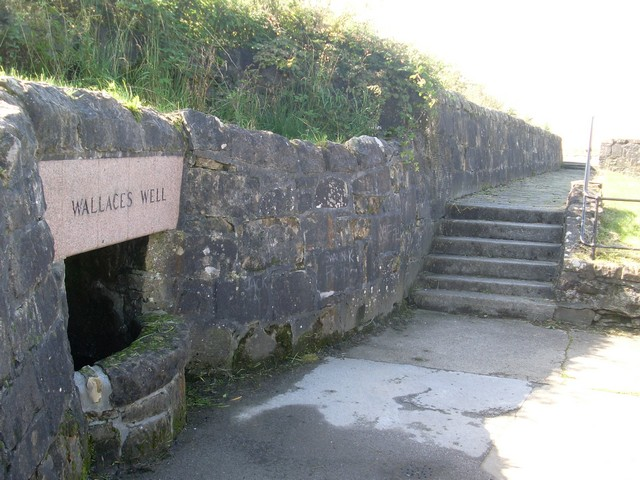
Wallace's Well

El pozo de Wallace, en inglés Wallace's Heel Well, se encuentra junto al río Ayr cerca del antiguo horno de cal Holmston, Ayr, Escocia. Es un petrosomatoglifo que se dice que representa la huella de un talón y está asociado con la historia de un escape de los soldados ingleses realizado por el héroe escocés William Wallace.

## Historia

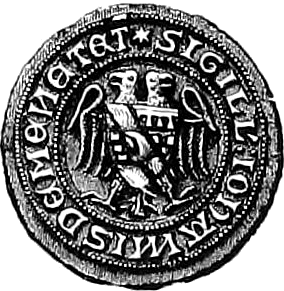
Seal of John de Monteith (c.1297)

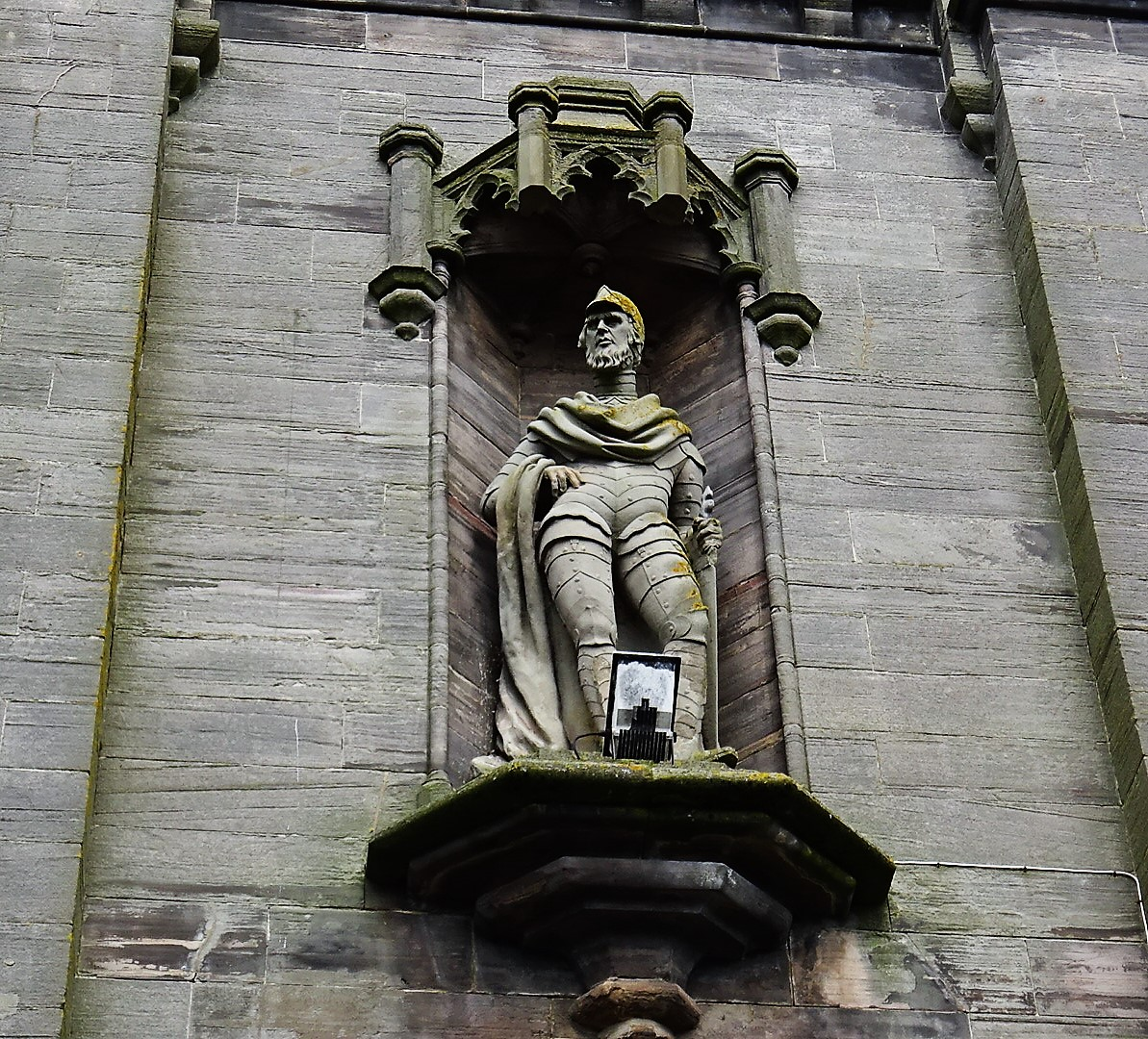
Statue of William Wallace in Ayr.

El bardo escocés Blind Harry mencionó por primera vez el Wallace Well en su poema The Actes and Deidis of the Illustre and Vallyeant Campioun Schir William Wallace, más conocido como The Wallace. El pozo se encuentra cerca del granero donde, el 3 de agosto de 1305, Wallace estaba pasando por 'Rab o Ralph Rae's Toun', ahora Robroyston, en un viaje a Glasgow, posiblemente para encontrarse con el obispo de Glasgow, Robert Wishart en conexión con la necesidad de fondos para continuar la lucha por la independencia de Escocia. El dueño de la granja, Rab o Ralph Rae, pudo haber sido el que traicionó a William Wallace a John Menteith (también conocido como Sir John Stewart de Menteith) que había hecho un acuerdo con Aymer Vallance, el comandante de la tropas inglesas. Después de su captura por las tropas inglesas, fue llevado a Londres a través del castillo de Dumbarton, donde fue juzgado y ejecutado.
Otra versión del cronista inglés Piers Langtoft registra que John capturó a Wallace a través de la información traicionera de Jack Short, el criado del cuerpo de Wallace, y que llegó en plena noche y lo agarró en su cama. Se dice que Wallace mató al hermano de Jack Short y este acto de traición fue su venganza. Sin embargo, otra fuente afirma que pudo haber sido Ralph Haliburton, uno de sus hombres que había sido liberado de la prisión y que luego fue recompensado por espiar a Wallace. [6]
Kerlie, una fiel amiga y seguidora, fue asesinada cerca del pozo.
Algunas personas piensan que el pozo fue donde fue hecho prisionero. El nombre alternativo 'Auchinleck Well' se refiere a la granja de Auchinleck y no al Laird de Auchinleck, que era partidario de William Wallace.

### Otros pozos de Wallace

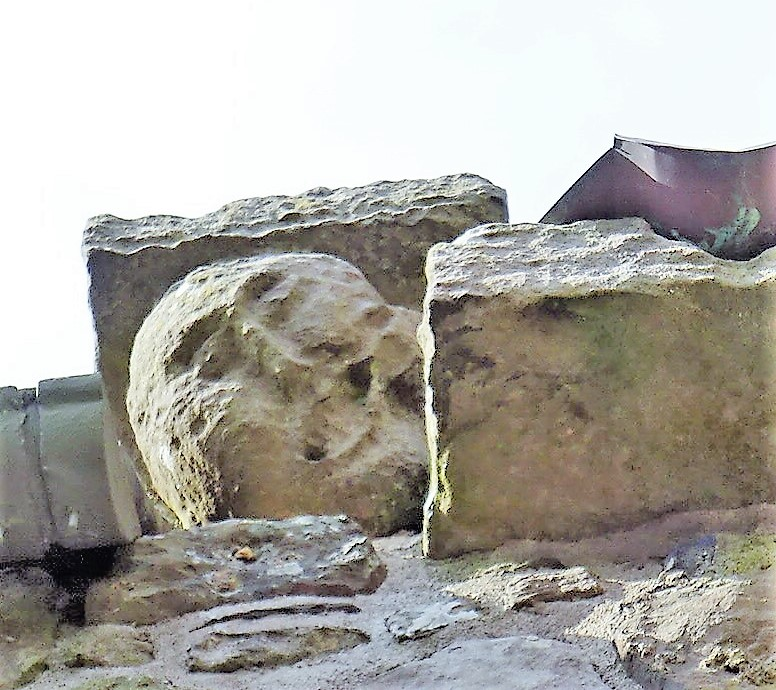
A gargoyle of 'False Menteith' at Dumbarton Castle.

Otro pozo de Wallace cerca de Elcho Castle en Perth y Kinross obtuvo su nombre del agua, ya que era la bebida favorita de William Wallace mientras permanecía residiendo en el castillo.
Dunfermline tiene un pozo de Wallace en el que se dice que se ocultó brevemente de las tropas inglesas después de la batalla de Falkirk. En 1303 visitó Dunfermline, acompañado de su madre, con la intención de rezar en el santuario de  Santa Margarita.
Ayr tiene Wallace's Heel Well que se deriva de un incidente que ocurrió cuando Wallace se estaba escondiendo en el bosque de Leglen cerca de Auchencruive.